# Idioma alabama
El alabama (o alibamu) es una lengua indígena de América hablada por la tribu de los Alabama-Coushatta de Texas. También fue hablada en el Alabama-Quassarte Tribal Town de Oklahoma, pero ya no quedan hablantes de alabama en Oklahoma.
Desde el punto de vista lingüístico el alabama es una lengua muskogui oriental, probablemente emparentadas con el Mukasa y el Tuskegee, que en la actualidad están extintas. Además el alabama es muy cercano al Koasati y también está relacionado aunque no tan cercanamente con el Hitchiti, el Chickasaw y el Choctaw.